# 太平洋岸聯盟
太平洋岸聯盟（英語：Pacific Coast League, PCL）是一個在美國西部、中部和南部的美國職棒小聯盟附屬聯盟，與國際聯盟一起位於小聯盟的3A等級。

## 歷史
太平洋岸聯盟在美國西海岸有著長久的傳統，並且有著吸引注意力的球隊名稱，像是好萊塢明星、洛杉磯天使、教會紅人（代表舊金山教會區）、奧克蘭橡樹、波特蘭海貍、鹽湖城蜂刺、聖地牙哥教士、舊金山海豹、西雅圖雷尼爾、費南老虎（後來的塔科瑪老虎）、溫哥華加拿大人和遠在美國本土2,000英里的夏威夷島民。
2020年，因為COVID-19疫情的大爆發，使得小聯盟賽季全面暫停。太平洋岸聯盟在面臨沒有球賽可打的情況下最終和國際聯盟都宣布解散，整個聯盟選擇併入小聯盟系統內，剩餘的14支球隊合併成3A西區。不過大聯盟後來收購小聯盟的名稱版權，因此3A東區在2022年球季又改回原名太平洋岸聯盟。

## 目前球隊
| 分區 | 球隊             | 原文名 | 創立年 | 大聯盟球隊     | 所在地                   | 球場           | 球場容納人數 |
| ---- | ---------------- | ------ | ------ | -------------- | ------------------------ | -------------- | ------------ |
| 東區 | 阿布奎基同位素   |        | 2003   | 科羅拉多洛磯   | 新墨西哥州阿布奎基       | 同位素球場     | 13500        |
| 東區 | 艾爾帕索吉娃娃   |        | 2014   | 聖地牙哥教士   | 德克薩斯州艾爾帕索       | 西南大學球場   | 9500         |
| 東區 | 奧克拉荷馬市道奇 |        | 1962   | 洛杉磯道奇     | 奧克拉荷馬州奧克拉荷馬市 | 奇克索磚城球場 | 9000         |
| 東區 | 圓石特快車       |        | 2000   | 德州遊騎兵     | 德克薩斯州圓石           | 戴爾鑽石球場   | 11631        |
| 東區 | 舒格蘭太空牛仔   |        | 2012   | 休士頓太空人   | 德克薩斯州舒格蘭         | 星座球場       | 7500         |
| 西區 | 拉斯維加斯飛行者 |        | 1983   | 奧克蘭運動家   | 內華達州拉斯維加斯       | 拉斯維加斯球場 | 10000        |
| 西區 | 雷諾王牌         |        | 2009   | 亞利桑那響尾蛇 | 內華達州雷諾             | 大內華達球場   | 9013         |
| 西區 | 沙加緬度河貓     |        | 2000   | 舊金山巨人     | 加利福尼亞州西沙加緬度   | 蘇特健康公園   | 14014        |
| 西區 | 鹽湖城蜜蜂       |        | 1994   | 洛杉磯天使     | 猶他州鹽湖城             | 史密斯球場     | 14511        |
| 西區 | 塔科馬瑞尼爾     |        | 1960   | 西雅圖水手     | 華盛頓州塔科馬           | 錢尼體育場     | 6500         |

|  |

## 球隊沿革
以下是太平洋岸聯盟自1903年起的球隊或是透過擴編進入太平洋岸聯盟的球隊列表與歷史：
- 洛杉磯天使（1903年–1957年）→斯波坎印地安人（1958年–1971年）→阿布奎基公爵（1972年–2000年）→波特蘭河狸（2001年–2010年）→圖森教士（2011年–2013年）→艾爾帕索吉娃娃（英语：El Paso Chihuahuas）（2014年–）
- 奧克蘭橡樹（1903年–1955年）→溫哥華皇家騎警（1956年–1962年）→達拉斯-沃斯堡遊騎兵（1963年年）→達拉斯遊騎兵（1964年）→溫哥華皇家騎警（1965年–1969年）→鹽湖城蜜蜂（1970年）→鹽湖城天使（1971年–1974年）→鹽湖城海鷗（1975年–1984年）→卡加利大砲（1985年–2002年）→阿布奎基同位素（英语：Albuquerque Isotopes）（2003年–）
- 波特蘭河狸（1919年–1972年）→斯波坎印地安人（1973年–1982年）→拉斯維加斯星辰（1983年–2000年）→拉斯維加斯51區（2001年–2018年）→拉斯維加斯飛行者（2019年–）
- 波特蘭河狸（1978年–1993年）→鹽湖城嗡聲（1994年–2000年）→鹽湖城螫聲（2001年–2005年）→鹽湖城蜜蜂（2006年–）
- 沙加緬度參議員（1903年）→塔科馬老虎（1904年）→塔科馬老虎/沙加緬度（1905年）→弗雷斯諾葡萄乾食客（1906年）→沙加緬度法令（1909年–1913年）→沙加緬度/米遜狼（1914年）→鹽湖城蜜蜂（1915年–1925年）→好萊塢星辰（1926年–1935年）→聖地牙哥教士（1936年–1968年）→尤金祖母綠（1969年–1973年）→沙加緬度賢者（1974年–1976年）→聖荷西飛彈（1977年–1978年）→奧登運動家（1979年–1980年）→愛德蒙頓捕獸者（1981年–2004年）→圓石特快車（英语：Round Rock Express）（2005年–）
- 舊金山海豹（1903年–1957年）→鳳凰城巨人（1958年–1959年）→塔科馬巨人（1960年–1965年）→鳳凰城巨人（1966年–1985年）→鳳凰城火鳥（1986年–1997年）→圖森響尾蛇（1998年–2008年）→雷諾王牌（2009年–）
- 溫哥華加拿大人（1978年–1999年）→沙加緬度河貓（英语：Sacramento River Cats）（2000年–）
- 弗農老虎（1909年–1912年）→威尼斯老虎（1913年–1914年）→威尼斯/弗農老虎（1915年）→弗農老虎（1916年–1925年）→米遜鈴鐺（1926年–1927年）→米遜紅人（1928年–1937年）→好萊塢星辰（1938年–1957年）→鹽湖城蜜蜂（1958年–1965年）→塔科馬小熊（1966年–1971年）→塔科馬雙城（1972年–1977年）→塔科馬洋基（1978年）→塔科馬拖船（1979年）→塔科馬老虎（1980年–1994年）→塔科馬瑞尼爾（英语：Tacoma Rainiers）（1995年–）

### 前美國協會球隊
以下是從美國協會加入太平洋岸聯盟的球隊
- 休士頓水牛（1959年–1961年）→奧克拉荷馬市89人（1962年–1997年）→奧克拉荷馬紅鷹（1998年–2008年）→奧克拉荷馬市紅鷹（2009年–2014年）→奧克拉荷馬市道奇（英语：Oklahoma City Dodgers）（2015年–）

### 前大西洋職業棒球聯盟球隊
以下是從大西洋職業棒球聯盟加入太平洋岸聯盟的球隊：
- 舒格蘭蚊子（英语：Sugar Land Skeeters）（2012年–2021年）→舒格蘭太空牛仔（英语：Sugar Land Space Cowboys）（2022年–）

## 來源
- Pacific Coast Baseball League Record Book 1903-1969，威廉·J·偉斯（William J. Weiss）編輯，League Statistician，PCL出版，1969

## 外部連結
- 太平洋岸聯盟網站（页面存档备份，存于）
- 太平洋岸聯盟歷史（页面存档备份，存于）
- 3A等級網站（页面存档备份，存于）